# Falfurrias
Falfurrias er en amerikansk by og administrativt centrum for det amerikanske county Brooks County i staten Texas. I 2000 havde byen et indbyggertal på 5.297.

## Ekstern henvisning
- Falfurrias hjemmeside Arkiveret 2. februar 2011 hos  Wayback Machine (engelsk)

27°13′28″N 98°08′43″V / 27.22442°N 98.14519°V